# Stefan Baretzki

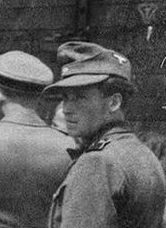
Stefan Baretzki (1944)

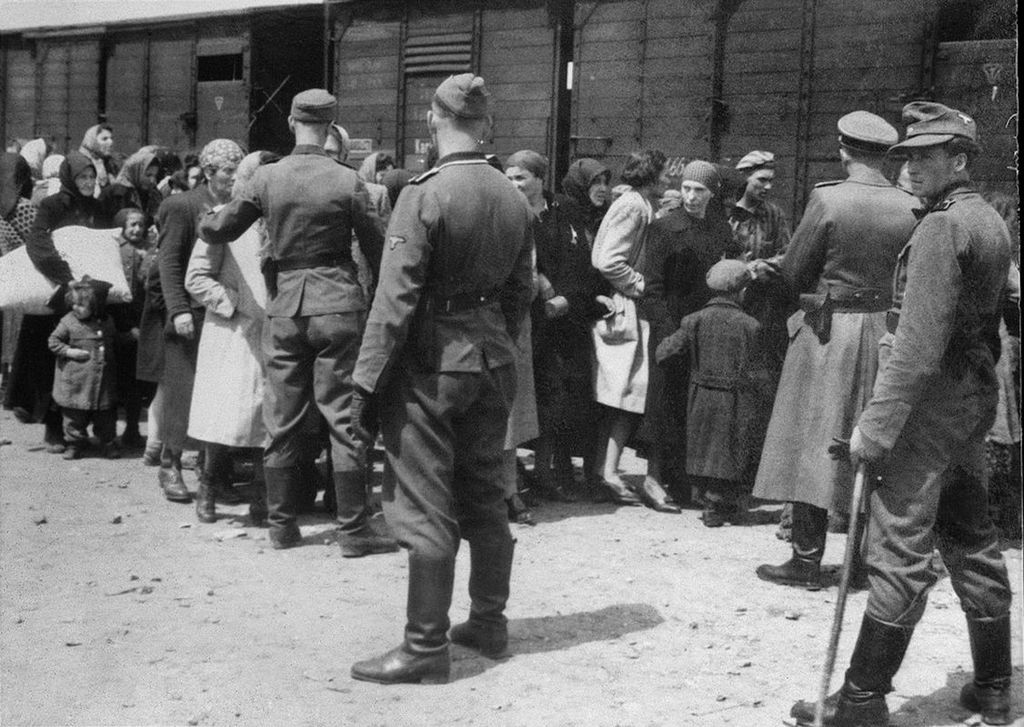
Stefan Baretzki, rechts. Foto im Auschwitz-Album (1944)

Stefan Baretzki (* 24. März 1919 in Czernowitz, Bukowina; † 21. Juni 1988 in Bad Nauheim) war ein deutscher SS-Rottenführer im Konzentrationslager Auschwitz.

## Leben
Baretzki wurde 1919 als Sohn eines Telefonmechanikers geboren. Nach dem Besuch der Volksschule erlernte er das Handwerk eines Strumpfwirkers und Nadelrichters und war nach der Ausbildung in einer Strumpffabrik beschäftigt. Als Volksdeutscher siedelte er 1940 mit seiner Schwester nach Schlesien um, wo er Beschäftigung in einer Spedition fand.
Nach Beginn des Zweiten Weltkrieges war er in mehreren Umschulungslagern. Nachdem Baretzki 1942 zur Waffen-SS eingezogen worden war, fungierte er als Blockführer im KZ Auschwitz-Birkenau. Im Rahmen der Evakuierung des KZ Auschwitz-Birkenau leitete Baretzki im Januar 1945 einen Häftlingstransport in das KZ Dachau. Danach wurde er in der SS-Division „30. Januar“ eingesetzt.

### Nach Kriegsende
Im Mai 1945 geriet er in sowjetische Kriegsgefangenschaft, aus der er wenige Monate später entlassen wurde. Danach war er in Plaidt als Arbeiter in einer Kohlenhandlung beschäftigt.
Im Januar 1959 wurde der hessischen Staatsanwaltschaft eine Liste übergeben, auf der Baretzki als Todesschütze verzeichnet war. Die Ermittlung seines Aufenthaltsortes zog sich über ein Jahr hin, so dass der Haftbefehl erst im April 1960 vollstreckt werden konnte. Baretzki hatte sowohl an Selektionen auf der „Rampe“, Hinrichtungen und Einzeltötungen teilgenommen als auch an der Liquidierung des Theresienstädter Familienlagers im KZ Auschwitz-Birkenau mitgewirkt.
Im ersten Frankfurter Auschwitz-Prozess verurteilte ihn das Gericht im Jahr 1965 wegen Mordes beziehungsweise gemeinschaftlich begangenen Mordes zu lebenslangem Zuchthaus und zusätzlich acht Jahren Haft. Er hatte einen jüdischen Häftling totgeschlagen und  weitere in einem Löschwasserteich ertränkt. Baretzki machte Angaben zu den Verbrechen und belastete auch Mitangeklagte, wie Franz Lucas. So führte er am 137. Verhandlungstag vor Gericht aus:

„Ich bin doch nicht blöd, ich bin doch nicht blind gewesen, als der Dr. Lucas auf der Rampe selektiert hat. Wenn er hier sagt, daß er Leuten geholfen hat, das war vielleicht 1945, da hat er sich eine Rückfahrkarte besorgt. Fünftausend Mann, die hat er in einer halben Stunde ins Gas geschickt, und heute will er sich als Retter hinstellen.“

Baretzki nahm sich im Juni 1988 in der Strafhaft das Leben.